# Miguel Cotto
Miguel Ángel Cotto Vázquez (n. 29 octombrie 1980) este un fost boxer portorican care a luptat într-e 2001 și 2017. Este multiplu campion mondial și primul portorican în a câștiga centuri mondiale în patru clase de greutăți diferite. În 2007 și 2009, a ajuns la cel mai înalt nivel clasânduse pe locul 7 în clasamentul pound for pound al revistei The Ring. Cotto și-a început cariera ca luptător de presiune, dar a evoluat de-a lungul anilor într-un boxer-boxer mai rafinat, în timp ce el a urcat în greutate.

## Carieră în box
În calitate de amator, Cotto a reprezentat Puerto Rico în categoriile ușoară și superușoară din cadrul diferitelor evenimente internaționale, printre care Jocurile Pan American din 1999, Jocurile Olimpice din 2000 și Campionatele Mondiale pentru Juniori 1998; acesta din urmă câștigând o medalie de argint. După ce și-a început cariera profesională în 2001, Cotto l-a învins pe Kelson Pinto pentru centura WBO la categoria superușoară în 2004. După ce a apărat cu succes centură de șase ori, Cotto a abandonat centura pentru a urca în categorie. În prima sa luptă în categoria semimijlocie, Cotto l-a învins pe Carlos Quintana câștigând vacanta centură WBA. A apărat centura de patru ori înainte de-ao pierde în prima sa înfrângere din carieră împotriva lui Antonio Margarito în 2008. Anul următor, Cotto a câștigat centura vacantă WBO și a apărat-o odată înainte dea-o pierde cu Manny Pacquiao în același an.
În 2010, a urcat la categoria semimijlocie de dată aceasta la 160 de livre câștigând centura WBA de la Yuri Foreman. După ce a fost promovat de către WBA la statutul de supercampion, Cotto a câștigat o revanșă cu Antonio Margarito în 2011. A pierdut centura WBA (Super) în 2012 împotriva lui Floyd Mayweather Jr. într-una dintre cele mai anticipate lupte din istoria boxului modern. Anul nu a încehiat bine pentru Cotto fiind învins de Austin Trout. Doi ani mai târziu, în 2014, Cotto l-a învins pe Sergio "Maravilla" Martínez câștigând centurile unificate WBC, Ring și liniare la categoria mijlocie.
În acest fel, Cotto a devenit primul boxer portorican în a câștiga centuri mondiale în patru greutăți diferite. În 2015, și-a apărat o dată centurile înainte de-a pierde cu Canelo Álvarez. După mai mult de un an de inactivitate, Cotto sa întors în 2017 câștigând centura WBO, dar a pierdut-o în ultima sa luptă din carieră împotriva lui Sadam Ali.

## Rezultate în boxul profesionist
| Rez.       | Rezultat general | Adversar               | Tip | Runda, timp   | Data         | Locație                                              | Note |
| ---------- | ---------------- | ---------------------- | --- | ------------- | ------------ | ---------------------------------------------------- | --- |
| Înfrângere | 41–6             | Sadam Ali              | UD  | 12            | Dec 2, 2017  | Madison Square Garden, New York City, New York, U.S. | Pierde centura WBO light middleweight                                                                            |
| Victorie   | 41–5             | Yoshihiro Kamegai      | UD  | 12            | Aug 26, 2017 | StubHub Center , Carson, California , U.S.           | Câștigă centura vacantă WBO light middleweight                                                                   |
| Înfrângere | 40–5             | Canelo Álvarez         | UD  | 12            | Nov 21, 2015 | Mandalay Bay Events Center, Paradise, Nevada, U.S.   | Pierde titlurile The Ring și lineal middleweight                                                                 |
| Victorie   | 40–4             | Daniel Geale           | TKO | 4 (12), 1:28  | Jun 6, 2015  | Barclays Center, New York City, New York, U.S.       | Păstrează centurile WBC, The Ring, și lineal middleweight                                                        |
| Victorie   | 39–4             | Sergio Martínez        | RTD | 9 (12), 3:00  | Jun 7, 2014  | Madison Square Garden, New York City, New York, U.S. | Câștigă centurile WBC, The Ring, și lineal middleweight                                                          |
| Victorie   | 38–4             | Delvin Rodríguez       | TKO | 3 (12), 0:18  | Oct 5, 2013  | Amway Center, Orlando, Florida, U.S.                 | |
| Înfrângere | 37–4             | Austin Trout           | UD  | 12            | Dec 1, 2012  | Madison Square Garden, New York City, New York, U.S. | Pentru centura WBA (Regular) light middleweight                                                                  |
| Înfrângere | 37–3             | Floyd Mayweather Jr.   | UD  | 12            | 5 mai 2012   | MGM Grand Garden Arena, Paradise, Nevada, U.S.       | Pierde centura WBA (Super) light middleweight                                                                    |
| Victorie   | 37–2             | Antonio Margarito      | TKO | 10 (12), 0:03 | Dec 3, 2011  | Madison Square Garden, New York City, New York, U.S. | Păstrează centura WBA (Super) light middleweight                                                                 |
| Victorie   | 36–2             | Ricardo Mayorga        | TKO | 12 (12), 0:53 | Mar 12, 2011 | MGM Grand Garden Arena, Paradise, Nevada, U.S.       | Păstrează centura WBA (Super) light middleweight                                                                 |
| Victorie   | 35–2             | Yuri Foreman           | TKO | 9 (12), 0:42  | Jun 5, 2010  | Yankee Stadium, New York City, New York, U.S.        | Câștigă centura WBA light middleweight                                                                           |
| Înfrângere | 34–2             | Manny Pacquiao         | TKO | 12 (12), 0:55 | Nov 14, 2009 | MGM Grand Garden Arena, Paradise, Nevada, U.S.       | Pierde centura WBO welterweight                                                                                  |
| Victorie   | 34–1             | Joshua Clottey         | SD  | 12            | Jun 13, 2009 | Madison Square Garden, New York City, New York, U.S. | Păstrează centura WBO welterweight                                                                               |
| Victorie   | 33–1             | Michael Jennings       | TKO | 5 (12), 2:38  | Feb 21, 2009 | Madison Square Garden, New York City, New York, U.S. | Câștigă centura vacantă WBO welterweight                                                                         |
| Înfrângere | 32–1             | Antonio Margarito      | TKO | 11 (12), 2:05 | Jul 26, 2008 | MGM Grand Garden Arena, Paradise, Nevada, U.S.       | Pierde centura WBA welterweight                                                                                  |
| Victorie   | 32–0             | Alfonso Gómez          | RTD | 5 (12), 3:00  | Apr 12, 2008 | Boardwalk Hall, Atlantic City, New Jersey, U.S.      | Păstrează centura WBA welterweight                                                                               |
| Victorie   | 31–0             | Shane Mosley           | UD  | 12            | Nov 10, 2007 | Madison Square Garden, New York City, New York, U.S. | Păstrează centura WBA welterweight                                                                               |
| Victorie   | 30–0             | Zab Judah              | TKO | 11 (12), 0:49 | Jun 9, 2007  | Madison Square Garden, New York City, New York, U.S. | Păstrează centura WBA welterweight                                                                               |
| Victorie   | 29–0             | Oktay Urkal            | TKO | 11 (12), 1:01 | Mar 3, 2007  | Roberto Clemente Coliseum, San Juan, Puerto Rico     | Păstrează centura WBA welterweight                                                                               |
| Victorie   | 28–0             | Carlos Quintana        | RTD | 5 (12), 3:00  | Dec 2, 2006  | Boardwalk Hall, Atlantic City, New Jersey, U.S.      | Câștigă centura vacantă WBA welterweight                                                                         |
| Victorie   | 27–0             | Paulie Malignaggi      | UD  | 12            | Jun 10, 2006 | Madison Square Garden, New York City, New York, U.S. | Păstrează centura WBO light welterweight                                                                         |
| Victorie   | 26–0             | Gianluca Branco        | TKO | 8 (12), 0:49  | Mar 4, 2006  | Coliseo Rubén Rodríguez, Bayamón, Puerto Rico        | Păstrează centura WBO light welterweight                                                                         |
| Victorie   | 25–0             | Ricardo Torres         | KO  | 7 (12), 1:52  | Sep 24, 2005 | Boardwalk Hall, Atlantic City, New Jersey, U.S.      | Păstrează centura WBO light welterweight                                                                         |
| Victorie   | 24–0             | Muhammad Abdullaev     | TKO | 9 (12), 0:57  | Jun 11, 2005 | Madison Square Garden, New York City, New York, U.S. | Păstrează centura WBO light welterweight                                                                         |
| Victorie   | 23–0             | DeMarcus Corley        | TKO | 5 (12), 2:45  | Feb 26, 2005 | Coliseo Rubén Rodríguez, Bayamón, Puerto Rico        | Păstrează centura WBO light welterweight                                                                         |
| Victorie   | 22–0             | Randall Bailey         | TKO | 6 (12), 1:39  | Dec 11, 2004 | Mandalay Bay Events Center, Paradise, Nevada, U.S.   | Păstrează centura WBO light welterweight                                                                         |
| Victorie   | 21–0             | Kelson Pinto           | TKO | 6 (12), 0:32  | Sep 11, 2004 | José Miguel Agrelot Coliseum, San Juan, Puerto Rico  | Câștigă centura vacantă WBO light welterweight                                                                   |
| Victorie   | 20–0             | Lovemore N'dou         | UD  | 12            | 8 mai 2004   | MGM Grand Garden Arena, Paradise, Nevada, U.S.       | Păstrează centura WBC International light welterweight; Câștigă centura vacantă WBA Fedelatin light welterweight |
| Victorie   | 19–0             | Victoriano Sosa        | TKO | 4 (12), 2:51  | Feb 28, 2004 | MGM Grand Garden Arena, Paradise, Nevada, U.S.       | Păstrează centura WBC International light welterweight                                                           |
| Victorie   | 18–0             | Carlos Maussa          | TKO | 8 (12), 3:00  | Dec 6, 2003  | Coliseo Rubén Rodríguez, Bayamón, Puerto Rico        | Păstrează centura WBC International light welterweight                                                           |
| Victorie   | 17–0             | Demetrio Ceballos      | TKO | 7 (12), 2:28  | Sep 13, 2003 | MGM Grand Garden Arena, Paradise, Nevada, U.S.       | Păstrează centura WBC International light welterweight                                                           |
| Victorie   | 16–0             | Rocky Martinez         | KO  | 2 (12), 2:42  | Jun 28, 2003 | Coliseo Rubén Rodríguez, Bayamón, Puerto Rico        | Păstrează centura WBC International light welterweight; Câștigă centura vacantă WBO–NABO light welterweight      |
| Victorie   | 15–0             | Joel Perez             | KO  | 4 (10), 1:29  | Apr 19, 2003 | Selland Arena, Fresno, California, U.S.              | |
| Victorie   | 14–0             | César Bazán            | TKO | 11 (12), 0:16 | Feb 1, 2003  | Mandalay Bay Events Center, Paradise, Nevada, U.S.   | Câștigă centura vacantă WBC International light welterweight                                                     |
| Victorie   | 13–0             | Ubaldo Hernandez       | KO  | 7 (10), 1:31  | Nov 22, 2002 | Coliseo Héctor Solá Bezares, Caguas, Puerto Rico     | |
| Victorie   | 12–0             | John Brown             | UD  | 10            | Sep 14, 2002 | Mandalay Bay Events Center, Paradise, Nevada, U.S.   | |
| Victorie   | 11–0             | Carlos Alberto Ramirez | KO  | 3 (10), 2:34  | Jul 30, 2002 | Lucky Star Casino, Concho, Oklahoma, U.S.            | |
| Victorie   | 10–0             | Justin Juuko           | TKO | 5 (10), 2:44  | Jun 22, 2002 | MGM Grand Garden Arena, Paradise, Nevada, U.S.       | |
| Victorie   | 9–0              | Juan Angel Macias      | TKO | 7 (10), 1:54  | 3 mai 2002   | The Orleans, Paradise, Nevada, U.S.                  | |
| Victorie   | 8–0              | Sammy Sparkman         | TKO | 2 (10), 2:49  | Mar 1, 2002  | Coliseo Guillermo Angulo, Carolina, Puerto Rico      | |
| Victorie   | 7–0              | Joshua Smith           | TKO | 2 (8), 1:24   | Jan 11, 2002 | Coliseo Héctor Solá Bezares, Caguas, Puerto Rico     | |
| Victorie   | 6–0              | Arturo Rodriguez       | KO  | 2 (6), 2:52   | Jul 28, 2001 | Staples Center, Los Angeles, California, U.S.        | |
| Victorie   | 5–0              | Rudolfo Lunsford       | TKO | 4 (6), 1:00   | Jul 1, 2001  | Arena Pier 10, San Juan, Puerto Rico                 | |
| Victorie   | 4–0              | Martin Ramirez         | UD  | 4             | 20 mai 2001  | San Juan, Puerto Rico                                | |
| Victorie   | 3–0              | Waklimi Young          | UD  | 4             | Apr 28, 2001 | Hammerstein Ballroom, New York City, New York, U.S.  | |
| Victorie   | 2–0              | Jacob Godinez          | TKO | 2 (4), 1:17   | Mar 30, 2001 | Convention Center, Fort Worth, Texas, U.S.           | |
| Victorie   | 1–0              | Jason Doucet           | TKO | 1 (4), 2:12   | Feb 23, 2001 | Frank Erwin Center, Austin, Texas, U.S.              | |